# H 반사
H 반사(H-reflex)는 전기적으로 발생하는 신경반사신호의 하나로서 근전도 검사에 사용된다. 말초신경에 전기적 자극이 가해지면 운동신경을 통해 직접 근육으로 전달되는 M-wave (근육파)와, 자극이 감각말초신경을 따라 척추로 전달되어 단일시냅스 연결을 통해 운동신경으로 전달되어 근육으로 되돌아오는 H-reflex의 지연정도 및 문턱값을 정상인과 비교하여 그 차이를 정량화하는 검사법이다. 독일의 생리학자 폴 호프만에 의해 최초로 발견되어 호프만 반사(Hoffmann reflex)라고도 불린다.